# Alberto Arenas (cantante)
Alberto Arenas, cuyo nombre verdadero era Tomas Guida (Buenos Aires, Argentina, 25 de septiembre de 1910 - Buenos Aires, 12 de enero de 1988) fue un reconocido cantor de tangos argentino.

## Biografía
Tomas Guida nació en el barrio del Abasto en Buenos Aires, el 25 de septiembre de 1910. Su debut profesional ocurre en el año 1935. En el año 1936, además de sus actuaciones radiales, actuó con la orquesta de Alberto Pugliese en la exposición Rural de Palermo y en el Cabaré D’Azur. Hacia 1939 se desempeñó como vocalista en la orquesta de Mario Rocha, presentándose por LR3 Radio Belgrano. Para ese entonces, Arenas se presentaba con el seudónimo de Alberto Guida en las oficinas de Canaro[cita requerida], en las que a menudo estaba también Mariano Mores. Le hicieron cantar «Dicen que dicen», «Pan» y algunos otros tangos. Conforme, Canaro sin más vuelta lo contrató en 1945 para cantar en una revista musical. Antes de retirarse le entregaron varias partituras para que las fuera aprendiendo. Entre ellas, «Adiós pampa mía». 
Alberto estrena, junto a la orquesta, el famoso tango «Adiós pampa mía» en el año 1945 en la obra musical «El tango en París», versión de Canaro e Ivo Pelay. En esta obra además cantaban la milonga «Serafín y Julia Paz», el vals «No llores nunca más» y el tango «Niebla». Algunos de estos temas se grabaron en el disco de Canaro con la voz de Arenas. Fue precisamente Canaro quien acuñó a Alberto Guida con el nombre artístico de Alberto Arenas, al conocer en la obra a un resero que se llamaba de esa forma. En el año 1949 participó de la comedia «Con la música en el alma» en el Teatro Casino. De esta obra, Arenas grabó el tema «Parece mentira».
En la década de 1950 trabajó junto a Pedro Quartucci en la película «La tía de Carlos» (1951), donde canta «Sin embargo no estoy triste».
En ese mismo año, la orquesta de Canaro pasa a LR1 Radio El Mundo,y actúa en el Glostora Tango Club y realiza una gira por Brasil.
En el año 1954 realizan actuaciones por LR4 Radio Splendid y realizaron giras por Córdoba, Rosario, Salta, entre otras provincias.
En 1956 Alberto Arenas se desvincula de la orquesta de Canaro para formar un cuarteto junto a Vicente Florentino en donde realizaron actuaciones hasta 1960, cuando deja por un tiempo la música para trabajar como taxista hasta el año 1970.
En 1975 actúa en la ciudad de Mar del Plata en el local “El túnel” y al año siguiente grabó para el sello TK junto al cuarteto de Enrique Mora.
En el año 1980 viajó a Colombia con Roberto Maida y Ernesto Famá, actuando quince días con gran éxito.
Alberto Arenas falleció el 12 de enero de 1988 a los setenta y siete años.